# هورنی بلاتنا
هورنی بلاتنا (به چکی: Horní Blatná) یک منطقهٔ مسکونی در جمهوری چک است که در ناحیه کارلووی واری واقع شده‌است. هورنی بلاتنا ۸۸۹ نفر جمعیت دارد.